# Yashasvi Jaiswal
Yashasvi Bhupendra Kumar Jaiswal (Hindi यशस्वी भूपेंद्र कुमार जायसवाल; * 28. Dezember 2001 in Suriyawan, Indien) ist ein indischer Cricketspieler, der seit 2023 für die indische Nationalmannschaft spielt.

## Kindheit und Ausbildung
Mit 12 Jahren zog Jaiswal aus dem ländlichen Uttar Pradesh nach Mumbai, schlief dort in Zelten und betätigte sich als Straßenverkäufer. Es dauerte zwei Jahre, bis er von einem Coach auf dem Azad Maidan entdeckt wurde. Er konnte daraufhin in die indische U19-Nationalmannschaft aufsteigen und nahm für diese an der ICC U19-Cricket-Weltmeisterschaft 2020 teil. Dort wurde er als Spieler des Turniers ausgezeichnet, als Indien hinter Bangladesch den zweiten Platz erreichte.

## Aktive Karriere
Jaiswal gab sein First-Class-Debüt für Mumbai in der Ranji Trophy 2018/19. Daraufhin wurde er bei der Auktion für die Indian Premier League für INR 2,4 crore (ca. 338.000 US-Dollar) von den Rajasthan Royals unter Vertrag genommen. In der Ranji Trophy 2021/22 erzielte er drei Centuries in Folge und erreichte mit Mumbai das Finale. Nachdem er in der Indian Premier League 2023 mit 13 Bällen durch das schnellste Fifty des Turniers auffiel, beförderten ihn die Selektoren der Nationalmannschaft ins Nationalteam. Dort gab er im Juli 2023 sein Test-Debüt in den West Indies, bei dem ihm ein Century über 171 Runs aus 387 Bällen gelang, als er mit Rohit Sharma das Battering eröffnete, wofür er als Spieler des Spiels ausgezeichnet wurde. Im zweiten Spiel gelang ihm ein weiteres Fifty (57 Runs). Auch gab er bei der Tour sein Twenty20-Debüt und erzielte dabei in seinem zweiten Spiel ein Fifty über 84* Runs, wofür er erneut ausgezeichnet wurde.
Er war Teil des indischen Teams bei den Asienspielen im Oktober 2023, wo ihm gegen Nepal ein Century über 100 Runs aus 49 Bällen gelang und den Titel mit der Mannschaft gewann. Nachdem er nicht Teil des Kaders für den Cricket World Cup 2023 war, erreichte er bei der sich daran anschließenden Twenty20-Serie gegen Australien ein Fifty über 53 Runs, wofür er als Spieler des Spiels ausgezeichnet wurde. In den folgenden Twenty20-Serien in Südafrika (60 Runs) und gegen Afghanistan (68 Runs), konnte er ebenfalls jeweils ein Half-Century erreichen. Dem folgte eine Tour gegen England, die er mit einem Fifty über 80 Runs begann. Im zweiten Test konnte er dann mit 209 Runs aus 290 Bällen ein Double-Century erzielen und im dritten folgte ein weiteres über 214 Runs aus 236 Bällen. Nachdem er in den letzten beiden Tests noch jeweils ein Fifty erreichte (73 und 57 Runs), wurde er als Spieler der Serie ausgezeichnet.